# Jimmie Rodgers
James Charles „Jimmie” Rodgers (ur. 8 września 1897, zm. 26 maja 1933) – amerykański muzyk country, jeden z pionierów tego gatunku. Charakterystycznym elementem jego twórczości było jodłowanie, a także łączenie muzyki country z bluesem i jazzem (nagrywał m.in. z Louisem Armstrongiem). Na jego muzyce wzorowali się m.in. Hank Williams i Johnny Cash.
California Blues (1929)